# Wahlbezirk Böhmen 85
Der Wahlbezirk Böhmen 85 war ein Wahlkreis für die Wahlen zum Abgeordnetenhaus im österreichischen Kronland Böhmen. Der Wahlbezirk wurde 1907 mit der Einführung der Reichsratswahlordnung geschaffen und bestand bis zum Zusammenbruch der Habsburgermonarchie.

## Geschichte
Nachdem der Reichsrat im Herbst 1906 das allgemeine, gleiche, geheime und direkte Männerwahlrecht beschlossen hatte, wurde mit 26. Jänner 1907 die große Wahlrechtsreform durch Sanktionierung von Kaiser Franz Joseph I. gültig. Mit der neuen Reichsratswahlordnung schuf man insgesamt 516 Wahlbezirke mit je einem zu wählenden Abgeordneten, die durch Direktwahl mit allfälliger Stichwahl bestimmt wurden. Der Wahlkreis Böhmen 85 umfasste die Städte Bruch, Eidlitz, Görkau, Neuossegg, Oberleutensdorf und Seestadtl. Aus den beiden Reichsratswahlen 1907 und 1911 ging jeweils Otto Kroy von der Deutschradikalen Partei als Sieger hervor.

## Wahlergebnisse

### Reichsratswahl 1907
Die Reichsratswahl 1907 wurde am 14. Mai 1907 (erster Wahlgang) sowie am 23. Mai 1907 (Stichwahl) durchgeführt.

#### Erster Wahlgang
| Kandidat                                                              | Partei                     | Wahlkreis- stimmen | Prozent |
| --------------------------------------------------------------------- | -------------------------- | ------------------ | ------- |
| Otto Kroy                                                             | Freialldeutsche Partei     | 2682               | 42,1 %  |
| Franz Ebert                                                           | Sozialdemokratische Partei | 1851               | 29,0 %  |
| Václav Fresl                                                          | National-soziale Partei    | 1040               | 16,3 %  |
| Josef Bampam                                                          | Deutsche Volkspartei       | 766                | 12,0 %  |
|                                                                       | Sonstige Parteien          | 35                 | 0,5 %   |
| Wahlberechtigte: 7407, Ungültige Stimmen: 40, Wahlbeteiligung: 86,6 % |                            |                    |         |

#### Stichwahl
| Kandidat                                                              | Partei                     | Wahlkreis- stimmen | Prozent |
| --------------------------------------------------------------------- | -------------------------- | ------------------ | ------- |
| Otto Kroy                                                             | Freialldeutsche Partei     | 3438               | 52,9 %  |
| Franz Ebert                                                           | Sozialdemokratische Partei | 3067               | 47,1 %  |
| Wahlberechtigte: 7921, Ungültige Stimmen: 83, Wahlbeteiligung: 87,5 % |                            |                    |         |

### Reichsratswahl 1911
Die Reichsratswahl 1911 wurde am 13. Juni 1911 durchgeführt. Die 20. Juni 1911 abgehaltenen Stichwahlen entfielen für den Wahlkreis auf Grund der absoluten Mehrheit im ersten Wahlgang.

#### Erster Wahlgang
| Kandidat                                                              | Partei                     | Wahlkreis- stimmen | Prozent |
| --------------------------------------------------------------------- | -------------------------- | ------------------ | ------- |
| Otto Kroy                                                             | Deutschradikale Partei     | 3719               | 51,4 %  |
| Franz Ebert                                                           | Sozialdemokratische Partei | 2118               | 29,3 %  |
| Wenzel Preimann                                                       | „Böhmischer Zählkandidat“  | 1365               | 18,9 %  |
|                                                                       | Sonstige Parteien          | 38                 | 0,5 %   |
| Wahlberechtigte: 8445, Ungültige Stimmen: 63, Wahlbeteiligung: 86,5 % |                            |                    |         |